# Benjamin Hav
Mads Benjamin Kortland Hav (født 12. juni 1985) er en dansk musiker og rapper, kendt under kunstnernavnet Benjamin Hav.
Han udgjorde sammen med Magnus Albert Wanscher den elektroniske hiphop-duo Benal, som i 2013 debuterede med EP'en Baby. Duoen modtog flere priser for deres udgivelser herunder en GAFFA-pris for årets hiphop album, en DMA for årets gruppe og P3 Guld prisen.
Hav debuterede som soloartist i 2020 med albummet Spice Up Your Life, og udgav kort efter albummet Dit syge dyr (2020). Han har siden udgivet albumsene Tesla (2021), og hans seneste studiealbum Jeg vil bare gerne være et godt menneske, men det er ikke let udkom i 2025. For Dit syge dyr og Tesla vandt han GAFFA-prisen for Årets Hiphop-album i 2020 og 2021.
Sammen med sit musikalske kollektiv og orkester, har han optrådt og været på turné under navnet Benjamin Hav & Familien. For deres optrædener har de vundet GAFFA-prisen som Årets Livenavn i 2023 og 2024.
I august 2025 annoncerede TV 2 at Hav ville blive ny dommer i den kommende sæson af underholdningsprogrammet X Factor.

## Baggrund
Hav blev født den 12. juni 1985 som søn af Niels Hav, lyriker, og mor, sygeplejerske og socialrådgiver. Han voksede op på Willemoesgade på Østerbro, København. Familien boede oprindeligt i Jebjerg ved Vestkysten, men flyttede til København grundet farens arbejde. Hav har to ældre søstre, født 1975 og 1972, og en lillesøster født i 2001. Havs forældre blev skilt, da Hav var 13 år gammel, og Hav og hans mor flyttede ind i et ejendomkompleks tæt på Willemoesgade. Da Hav blev 20 år, flyttede hans mor ud af lejligheden, mens han blev boende. Han byttede sig senere til sin nuværende bolig i samme opgang.
Hav spillede som barn fodbold, og som 12-årig begyndte han at spillede keys, bas, trommer og sang i forskellige ungdomsbands, som var inspireret af Nirvana, Deep Purple og The Cranberries. Som 13-årig skrev og indsendte han en rapsang til P3-programmet Frankies Julespecial, som afholdte en sangkonkurrence. Hav vandt konkurrencen og fik som præmie færdigproduceret sin sang i samarbejde med Kenn ’The Killer’ Haunstoft fra bandet Cargo. Hav har udtalt at han i alderen 14-23 år røg hash dagligt.
Som ung arbejdede han som administrativ medarbejder i et jobcenter og senere som kommunikationscoach i det danske callcenter, LN Eurocom, mens han også producerede musik i sin fritid. På et tidspunkt begyndte Hav at lave musik med produceren Adam Sampler, og gennem ham fik Hav i 2011 kontakt med den danske rapper Pede B og producerne Lukas Lunderskov og Casper Simonsen fra pladeselskabet Beskidt Lyd. Hav fik igennem Pede B også spillejobs, hvor han optrådte under aliasset Benjah. 
I 2011 mødte Hav, gennem Pede B, produceren Magnus Albert Wanscher. Hav og Wanscher indledte et samarbejde og dannede duoen Benal i 2012. Benal medvirkede i 2013 i P3’s Karrierekanonen, dog uden at vinde.
Hav annoncerede i januar 2023 Danmarksturnéen Big Show!. Hav og hans liveband Familien indledte turnéen den 26. oktober 2023 i Greve og afsluttede den 2. december 2023 i Royal Arena efter at have spillet 15 steder i landet.
Hav startede i 2023 Youtube-kanalen Benjamins Verden, hvor han ugentlig udgiver en video med mennesker og oplevelser, der vækker hans nysgerrighed.
I august 2025 annoncerede TV 2 at Hav ville blive ny dommer i den kommende sæson af underholdningsprogrammet X Factor. Hav overtog efter Simon Kvamm og blev dommer sammen med Thomas Blachman og Oh Land.

## Privat
Hav er gift med Mille Kortland Hav. Parret har to døtre, samt en bonusdatter fra hans kones tidligere forhold.
Hav har asymmetric crying face (ACF), hvilket kommer til udtryk i at musklerne i venstre side af hans underlæbe er underudviklet eller paralyseret og at hans smil heraf fremstår skævt.

## Diskografi

### Soloalbums
| Titel                                                         | Albumdetajler                                            | Højeste placering | Certificering |
| Titel                                                         | Albumdetajler                                            | Danmark           | Certificering |
| ------------------------------------------------------------- | -------------------------------------------------------- | ----------------- | ------------- |
| Spice Up Your Life                                            | - Udgivet: 3. januar 2020 - Selskab: Sony Music Denmark  | 2                 | Platin        |
| Dit Syge Dyr                                                  | - Udgivet: 10. januar 2020 - Selskab: Sony Music Denmark | 10                |               |
| Tesla                                                         | - Udgivet: 5. marts 2021 - Selskab: Sony Music Denmark   | 5                 | Platin        |
| Jeg vil bare gerne være et godt menneske, men det er ikke let | - Udgivet 31. januar 2025 - Selskab: Sony Music Denmark  | 2                 | Guld          |

### Singler
| År   | Titel | Højeste placering | Certificering | Album                                                         |
| År   | Titel | Danmark           | Certificering | Album                                                         |
| ---- | --- | ----------------- | ------------- | ------------------------------------------------------------- |
| 2019 | "Air Tonight" (Emil Kruse feat. Benjamin Hav)                                                                            | 20                | - Platin      |                                                               |
| 2019 | "Nik & Jay" (TopGunn feat. Benjamin Hav)                                                                                 | 8                 | - 2xPlatin    | 1991                                                          |
| 2019 | "Plastic" (PIND feat. Benjamin Hav)                                                                                      | —                 | - Platin      | Videre                                                        |
| 2020 | "Musse" | —                 | - Guld        | Spice Up Your Life                                            |
| 2020 | "Spice Up Your Life" | —                 | - Guld        | Spice Up Your Life                                            |
| 2020 | "Tættere End Vi Tror" (P3 feat. Benjamin Hav, Christopher, Clara, Don Stefano, Jada, Lukas Graham, Mads Langer og Tessa) | 1                 | - Platin      |                                                               |
| 2020 | "The Show Must Go On" | —                 |               |                                                               |
| 2020 | "Hold Min Hånd" | —                 |               |                                                               |
| 2021 | "Den Dejligste Boy" | 28                | - Platin      | Tesla                                                         |
| 2021 | "T-Pain" (Larry 44 og Benjamin Hav)                                                                                      | 31                |               |                                                               |
| 2021 | "Cannelloni & Kød" | —                 | - Guld        |                                                               |
| 2022 | "Hvidt Flag" (Thomas Helmig feat. Benjamin Hav)                                                                          | —                 |               |                                                               |
| 2023 | "Esbjerg, Torden og Regn"                                                                                                | —                 |               |                                                               |
| 2023 | "sirjegsindssyg" (Lamin & Artigeardit feat. Benjamin Hav)                                                                | 26                |               | Nu Hvor Vi Er Her                                             |
| 2023 | "Første Dag" (Benjamin Hav feat. Ella Augusta)                                                                           | 12                | - Platin      | Jeg vil bare gerne være et godt menneske, men det er ikke let |
| 2024 | "København" (Rune Rask & TooManyLeftHands feat. Suspekt & Benjamin Hav)                                                  | 3                 | - 2xPlatin    | Jeg vil bare gerne være et godt menneske, men det er ikke let |
| 2024 | "Husk At Vær' Happy" | 40                | - Guld        | Jeg vil bare gerne være et godt menneske, men det er ikke let |
| 2024 | "Du Ligner Din Mor" (Benjamin Hav & Lukas Graham)                                                                        | 1                 | - Platin      | Jeg vil bare gerne være et godt menneske, men det er ikke let |
| 2025 | "Handsome" (Anton Westerlin feat. Benjamin Hav, JOSVA & Gilli)                                                           | 4                 |               | Godaften                                                      |